# Karl Bakalarz-Zákos von Torda
Karl Bakalarz-Zákos von Torda, avstrijski general, * 4. maj 1841, † 25. januar 1915.

## Pregled vojaške kariere
Napredovanja
- generalmajor: 1. maj 1897 (z dnem 16. majem 1897)
- naslovni podmaršal: 6. avgust 1908